# Idioma truká
El truká  es una lengua indígena, actualmente extinta hablada anteriormente en el noreste de Brasil. Desde el punto de vista lingüística se considera una lengua no clasificada debido a la escasez documentos que no permiten clasificarla adecudamente. Actualmente el grupo étnico truká es de unas 1300 personas todas las cuales hablan actualmente portugués.